# ラウール・アセンシオ
ラウール・アセンシオ・デル・ロサリオ（Raúl Asencio del Rosario、2003年2月13日 - ）は、スペイン・カナリア諸島州ラス・パルマス県ラス・パルマス・デ・グラン・カナリア出身のサッカー選手。ラ・リーガ・レアル・マドリード所属。ポジションはディフェンダー（CB）。

## クラブ経歴
カナリア諸島州のラス・パルマス・デ・グラン・カナリアにて生まれ、地元のベテラーノ・デル・ピラールを経て2012年にグラン・カナリア島最大のクラブであるUDラス・パルマスの下部組織に入団。2017年にレアル・マドリードのカデテB（U-15カテゴリー）に加入、以降は順調にステップアップしていき、2023年にレアル・マドリード・カスティージャに昇格。
2024-2025シーズン、トップチームの守備陣に負傷者が続出して陣容が手薄になっていたことから継続的にトップチームの練習に参加していたが、2024年11月9日に行われたリーグ戦第13節の対CAオサスナ戦にてエデル・ミリトンが負傷退場したことで途中出場、トップチームデビューを飾ったばかりか、前半42分にはジュード・ベリンガムのゴールをお膳立てして初アシストも記録した。

## 事件
2023年夏、アセンシオと他のレアル・マドリーの若手3人は少女2人（うち一人は未成年）との性行為を撮影、流布した事件への関与を疑われた。
しかし、アセンシオに関しては事件とは無関係で、よほどのことがない限り裁判にかけられることはないと判事は判断。被害者とされる少女のひとりも「3人目の友人は、他のサッカー選手、つまり外にいる彼（アセンシオ）と一緒にプールにいた。彼らは事件とは何の関係もない」と証言している。アセンシオ本人も彼らとは別のプールにいたと主張。
また、アセンシオは起きたことを知った後にチームメイトたちに動画を削除するように求めた。

## 個人成績
| クラブ                             | シーズン     | リーグ                     | リーグ戦 | リーグ戦 | カップ戦 | カップ戦 | 国際大会 | 国際大会 | その他 | その他 | 合計 | 合計 |
| クラブ                             | シーズン     | リーグ                     | 出場     | 得点     | 出場     | 得点     | 出場     | 得点     | 出場   | 得点   | 出場 | 得点 |
| ---------------------------------- | ------------ | -------------------------- | -------- | -------- | -------- | -------- | -------- | -------- | ------ | ------ | ---- | ---- |
| RSCインテルナシオナル              | 2022-23      | テルセーラ・フェデラシオン | 29       | 0        | -        | -        | -        | -        | 4      | 0      | 33   | 0    |
| レアル・マドリード・カスティージャ | 2023-24      | プリメーラ・フェデラシオン | 34       | 0        | -        | -        | -        | -        | -      | -      | 34   | 0    |
| レアル・マドリード・カスティージャ | 2024-25      | プリメーラ・フェデラシオン | 11       | 0        | -        | -        | -        | -        | -      | -      | 11   | 0    |
| レアル・マドリード・カスティージャ | 通算         | 通算                       | 45       | 0        | -        | -        | -        | -        | -      | -      | 45   | 0    |
| レアル・マドリード                 | 2024-25      | プリメーラ・ディビシオン   | 23       | 0        | 6        | 0        | 10       | 0        | 7      | 0      | 46   | 0    |
| キャリア通算                       | キャリア通算 | キャリア通算               | 97       | 0        | 6        | 0        | 10       | 0        | 11     | 0      | 124  | 0    |